# 모전교

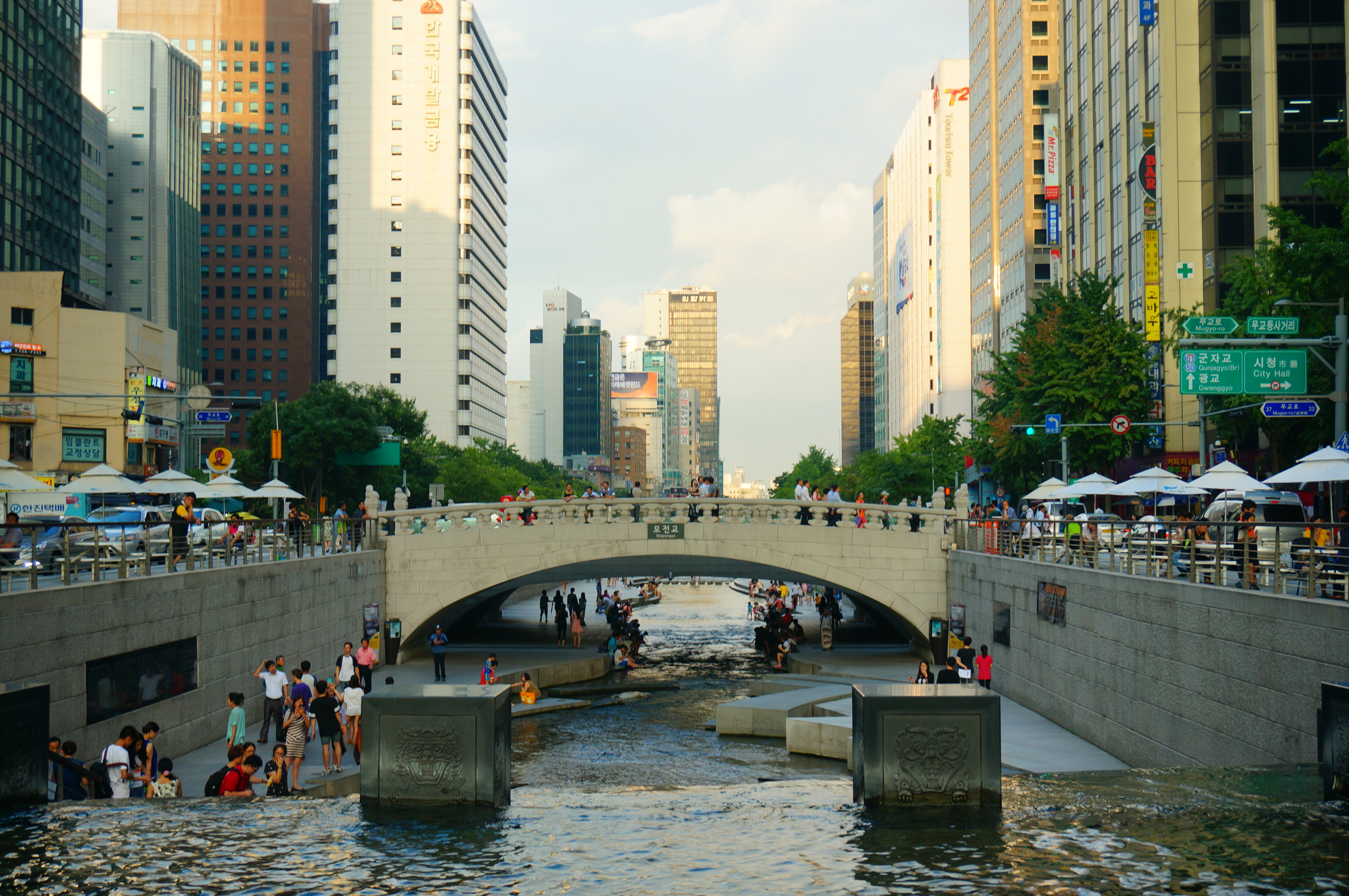
모전교

모전교(毛廛橋)는 청계천의 다리 중 하나이다. 모전(隅廛) 부근에 있었으므로 모전교라고 하였다. 모전은 각종 과일을 파는 가게를 말하는데, 큰 길 모퉁이에 설치하였기 때문에 붙여진 이름이었다. 종로구 서린동과 중구 무교동 사이의 네거리에 있던 청계천의 옛 다리이다. 우전다리(隅廛―), 모교(毛橋) 또는 모다리라고도 불렸다.

## 역사

### 조선시대
태종 12년(1412) 종묘입구 서쪽의 개천을 석축(石築)으로 방축하고 동쪽을 목작방축(木作防築)할 때 석교로 조성하였다. 이후 신화방동구교(神和坊洞口橋), 신화방동입구교(神和坊洞入口橋)라고 하다가 영조 때 작성된 도성삼군문분계지도(都城三軍分界之圖)에서 모전교라는 명칭이 처음 등장한다.

### 현대
1937년 태평로에서 무교동 사거리까지의 구간을 암거화할 때 파괴된 것으로 추정된다. 이후 청계천 복원 사업의 일환으로 종로구 서린동 11번지와 중구 무교동 14번지 사이 청계천 무교동길에 다리를 만들고 옛 이름을 따서 모전교라고 하였다. 폭 23m, 길이 19.5m로 대림산업과 삼성건설에 의해 2005년 9월 30일 준공되었다.